# Quarta crociata
La quarta crociata (1202-1204), anche detta "la crociata deviata"  fu una spedizione armata indetta da papa Innocenzo III all'indomani della propria elezione al soglio pontificio nel 1198 e che coinvolse la cristianità occidentale. L'obiettivo ufficiale della crociata era di riconquistare la città di Gerusalemme, allora controllata dai musulmani, sconfiggendo il potente sultanato islamico. Tuttavia, una serie di eventi di natura economica e politica portarono invece all'assedio di Zara nel 1202 e al successivo sacco di Costantinopoli nel 1204, anziché raggiungere gli obiettivi iniziali. Queste azioni condussero alla divisione dell'Impero bizantino tra i Crociati e i loro alleati veneziani, noto come Partitio terrarum imperii Romaniae, all'instaurazione della francocrazia, ovvero il "dominio dei franchi", e alla fondazione di un brevissimo Impero latino di Costantinopoli.
Gli eventi ebbero origine quando la Repubblica di Venezia stipulò un accordo con i capi crociati, impegnandosi a fornire una flotta per trasportare i loro eserciti in Egitto in cambio di denaro. Tuttavia, al momento della partenza si presentarono meno soldati rispetto alle previsioni e quindi non si riuscì pagare il prezzo concordato. A fronte di ciò, il doge veneziano Enrico Dandolo propose ai crociati di attaccare la città ribelle di Zara sull'Adriatico orientale come pagamento. Così, nel novembre 1202, i crociati assediarono e saccheggiarono la città dalmatina, nonostante il divieto posto da papa Innocenzo III di attaccare altri cristiani. Zara passò sotto il controllo di Venezia, e quando il papa ne venne a conoscenza, temporaneamente scomunicò l'esercito crociato.
Nel gennaio 1203, mentre la spedizione finalmente prendeva la via verso Gerusalemme, i capi conclusero un nuovo accordo con il principe bizantino Alessio Angelo, che prevedeva il loro supporto per restaurare come imperatore il padre deposto Isacco II Angelo. Questo avrebbe garantito il suo sostegno per l'attacco successivo in Terra Santa. Il 23 giugno 1203, la maggior parte dell'esercito crociato raggiunse Costantinopoli, mentre altri, contrari alla diversione, proseguirono verso Acri.
Durante l'assedio della capitale bizantina nell'agosto del 1203, Alessio fu incoronato co-imperatore. Tuttavia, nel gennaio 1204, fu deposto da una rivolta popolare, privando così i crociati degli aiuti promessi. Dopo l'assassinio di Alessio il 8 febbraio, i crociati decisero di conquistare definitivamente la città. Nell'aprile dello stesso anno, presero la città e saccheggiarono le sue immense ricchezze. Da quel momento, solo pochi crociati proseguirono verso la Terra Santa.
La conquista di Costantinopoli portò alla frammentazione dell'Impero bizantino in tre stati: l'Impero di Nicea, il Despotato dell'Epiro e l'Impero di Trebisonda. I crociati stabilirono diversi nuovi stati crociati, principalmente basati sull'Impero latino di Costantinopoli. La presenza di questi stati latini portò presto alla guerra con i rimanenti territori bizantini e con l'impero bulgaro. L'Impero di Nicea alla fine riconquistò Costantinopoli e ripristinò l'Impero bizantino nel luglio 1261.
Si ritiene che la Quarta Crociata abbia accentuato lo Scisma tra cristianità orientale e occidentale cristallizzatosi già nel 1054. Inoltre, la crociata inflisse un duro colpo all'Impero bizantino, contribuendo al suo declino e alla sua successiva caduta a opera del Sultanato ottomano.

## Contesto storico

### Terrasanta

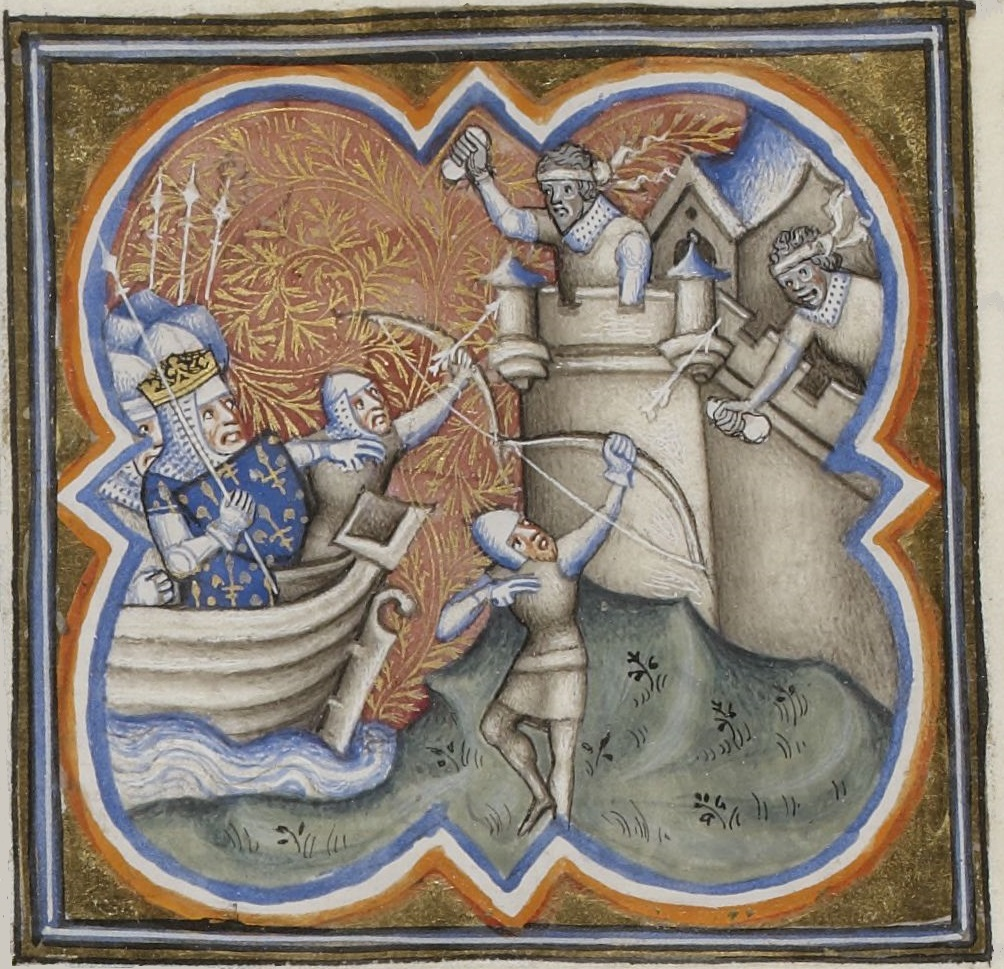
Assedio di San Giovanni d'Acri durante la terza crociata

Tra il 1176 e il 1187, il sultanato ayyubide guidato da Saladino aveva conquistato la maggior parte degli Stati crociati in Terrasanta (nel Levante). Restavano in mano occidentale poco più di tre città lungo la costa del Mar Mediterraneo: Tiro, Tripoli e Antiochia. Gerusalemme era caduta dopo l'assedio del 1187.
In risposta alla perdita della Città Santa, nel 1189 era stata proclamata una nuova crociata, comunemente conosciuta come la terza, con l'obiettivo dichiarato di riconquistarla. La spedizione permise sì ai cristiani di recuperare un vasto territorio, e in particolare le città costiere di Acri e Giaffa, ma Gerusalemme rimase in mani musulmane. Il 2 settembre 1192 i crociati firmarono con Saladino la pace di Ramla, la quale pose fine alla guerra stabilendo una tregua di tre anni e otto mesi.
La terza crociata fu segnata anche da un significativo inasprimento delle tensioni, già esistenti da tempo, tra gli occidentali e l'Impero bizantino. Durante il viaggio verso la Terra Santa, l'esercito dell'Imperatore Federico I Barbarossa era quasi arrivato ad attaccare Costantinopoli dopo che l'imperatore Isacco II Angelo gli aveva negato un passaggio sicuro attraverso i Dardanelli. Da parte loro, i Bizantini sospettavano che Federico cospirasse con le province separatiste di Serbia e Bulgaria. Riccardo Cuor di Leone re d'Inghilterra, anch'egli impegnato nella crociata, aveva conquistato Cipro, da poco resasi indipendente dal governo di Costantinopoli, e, anziché restituirla all'Impero, preferì consegnarla al suo sostenitore Guido di Lusignano, l'ex re di Gerusalemme che aveva perso la corona a favore di Corrado di Monferrato in passato alleato bizantino.

Il Vicino Oriente alla fine del XII secolo

Saladino morì il 4 marzo 1193, prima della scadenza della tregua, e il suo impero fu diviso tra tre dei suoi figli e due dei suoi fratelli. Il nuovo sovrano del Regno di Gerusalemme, Enrico II di Champagne, si affrettò quindi a firmare un'estensione della tregua con il sultano egiziano al-'Aziz Uthman. La pace venne però interrotta cinque anni più tardi, nel 1197, dall'arrivo di una crociata tedesca che, senza il permesso di Enrico, attaccò i possedimenti di al-ʿĀdil I di Damasco, il quale rispose aggredendo Giaffa. L'improvvisa morte di Enrico ne impedì il soccorso e l'importante città portuale venne persa. I tedeschi, tuttavia, riuscirono a conquistare Beirut nel nord.
A Enrico succedette Amalrico II di Lusignano, che a sua volta, il 1º luglio 1198, firmò una tregua con al-ʿĀdil della durata di cinque anni e otto mesi volta a preservare lo status quo. Giaffa rimaneva nelle mani degli Ayyubidi ma le sue fortificazioni distrutte non potevano essere ricostruite; Beirut venne lasciata ai crociati; Sidone fu posta sotto un dominio condiviso con una suddivisione delle entrate monetarie. Prima che la tregua finisse, al-ʿĀdil riuscì a unire le regioni dell'ex impero di Saladino, prendendo l'Egitto nel 1200 e Aleppo nel 1202. In questo modo, con i suoi domini arrivò a circondare quasi completamente i territori dei cristiani, mettendoli così in una situazione di grave pericolo.

### Costantinopoli

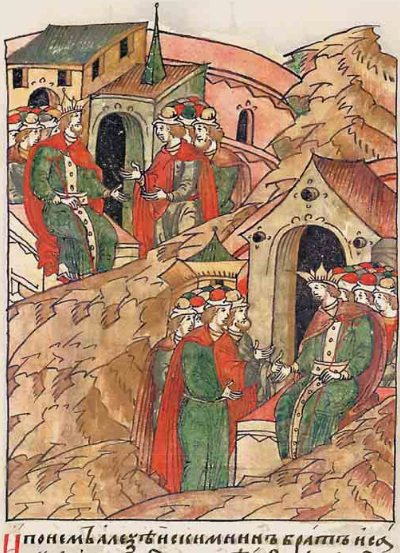
Isacco II Angelo e Alessio III Angelo. Illustrazione tratta dalla Cronaca illustrata di Ivan il Terribile

All'epoca della quarta crociata, Costantinopoli esisteva da 874 anni ed era la città più grande e progredita della cristianità, quasi l'unico tra i principali centri urbani medievali ad aver mantenuto funzionanti le strutture civiche, i bagni pubblici, i fori, i monumenti e gli acquedotti dell'età romana classica. Nel momento del suo massimo splendore era arrivata ad ospitare una popolazione di circa mezzo milione di individui, protetti da 20 chilometri di triplici mura. La sua posizione strategica l'aveva resa non solo la capitale dell'Impero romano d'Oriente ma anche un importante centro commerciale posto sulle rotte commerciali che dal Mediterraneo proseguivano verso il Mar Nero, la Cina, l'India e la Persia. Di conseguenza, Costantinopoli era percepita sia come una città rivale e sia come un obiettivo allettante per i nuovi aggressivi Stati occidentali, in particolare per la Repubblica di Venezia.
Nel 1195, a seguito di trame di palazzo, l'imperatore bizantino Isacco II Angelo era stato deposto in favore del fratello. Incoronato come Alessio III Angelo, il nuovo Imperatore aveva fatto subito accecare il sovrano detronizzato (una pena consueta per tradimento e considerata più umana rispetto all'esecuzione) per poi mandarlo in esilio. In politica estera, al fine di rafforzare la sua autorità, presto Alessio intraprese un percorso di avvicinamento diplomatico all'Europa occidentale molto apprezzato dal papato, che confidava in tal modo di arginare la crescente influenza del Sacro Romano Impero. Nel 1197 si celebrarono le nozze, invero già combinate da tempo, tra Irene Angela, figlia del deposto Isacco II, e Filippo di Svevia, fratello dell'imperatore tedesco Enrico VI. In virtù di questo legame matrimoniale, Enrico, il quale aspirava a creare un saldo impero nel Mediterraneo dopo aver unito la corona di Sicilia a quella tedesca, si sentì legittimato a rivendicare delle pretese al trono nei confronti di Costantinopoli; così, intimò i bizantini di versare un elevatissimo tributo pari a 5 000 libbre d'oro all'anno, al fine di finanziare la cosiddetta crociata del 1197. Come alternativa a questa sorta di ultimatum, Enrico pretese dai romei supporto logistico, con la garanzia quindi di strade e porti sicuri per le truppe dirette verso la Terra santa, e l'allestimento di un contingente militare funzionale a supportare la campagna. Sebbene i toni di questa richiesta non furono probabilmente così intimidatori come vorrebbero far credere le fonti primarie, è certo che Bisanzio non appariva in grado di ottemperare né all'una né all'altra richiesta. Essa confidò pertanto nell'intervento della diplomazia e negoziò con i tedeschi affinché fosse ridotto il totale del tributo preteso, abbassato infine a 1 600 libbre auree.
A mitigare la posizione fu anche l'intervento del papato, sia pur flebile, in quanto si cercò di ricordare a Enrico che la crociata era diretta contro Gerusalemme e non contro Costantinopoli. Papa Celestino III, da «uomo timoroso ed incerto» quale era, appariva di certo infastidito dalla situazione, ma si limitò a consigliare all'Imperatore di non lanciare subito un attacco contro Bisanzio «perché erano in corso trattative con quell'Imperatore per una riunificazione della Chiesa». Il sollecito celava un comprensibile timore paventato dal pontefice: risulta infatti comprensibile che, qualora Enrico fosse riuscito a insediarsi anche a Costantinopoli, il peso specifico del papato sarebbe stato ulteriormente indebolito. La grave situazione economica che affliggeva l'erario bizantino costrinse Alessio a imporre il pagamento di una tassa speciale (alamanikon), divenuta presto odiatissima dai sudditi, e ciò lo espose a un'innegabile umiliazione.
Incapace sul campo di battaglia, Isacco si era anche dimostrato un monarca incompetente che aveva depauperato le casse dello stato. Le sue azioni nel distribuire in modo dispendioso armi e rifornimenti militari in dono ai suoi sostenitori avevano minato le difese dell'impero. Il nuovo imperatore, tuttavia, non si dimostrò migliore. Ansioso di rafforzare la sua posizione, Alessio mandò in bancarotta i conti pubblici. I suoi tentativi di assicurarsi il sostegno dei comandanti di frontiera minarono l'autorità centrale, mentre la sua trascuratezza aveva compromesso i settori cruciali della difesa e della diplomazia. Secondo quanto riferito, l'ammiraglio capo dell'imperatore (cognato di sua moglie), Michele Strifno, aveva venduto fino alle unghie l'equipaggiamento della flotta per arricchirsi.

### Europa
All'inizio del XIII secolo, l'Europa viveva un periodo di grande crescita economica e di relativa stabilità politica e sociale. Il commercio marittimo e le rotte mediterranee crescevano, grazie anche alle Crociate, portando ricchezze e contatti con il mondo orientale. In campo culturale, si assisteva alla fioritura delle prime università, luoghi di sapere e di studio, dove la filosofia scolastica tentava di conciliare fede e ragione. Il papato raggiunse l'apice del suo potere sotto papa Innocenzo III, che governava non solo la Chiesa ma riusciva a influenzare anche la politica secolare. Il vecchio mondo feudale stava lasciando il posto alla nascita degli Stati nazionali, soprattutto in Inghilterra e in Francia. In Italia, invece, le Repubbliche Marinare — Venezia, Genova, Pisa e Amalfi — raggiunsero il culmine della loro potenza economica e commerciale, grazie alla capacità di controllare rotte marittime e commerci nel Mediterraneo. Mentre Pisa e Genova si contendevano il dominio sulle rotte tirreniche e verso il Nord Africa, Venezia consolidava il proprio monopolio verso l’Oriente, favorendo l’espansione economica tramite accordi strategici e talvolta scontri armati.

## Preliminari

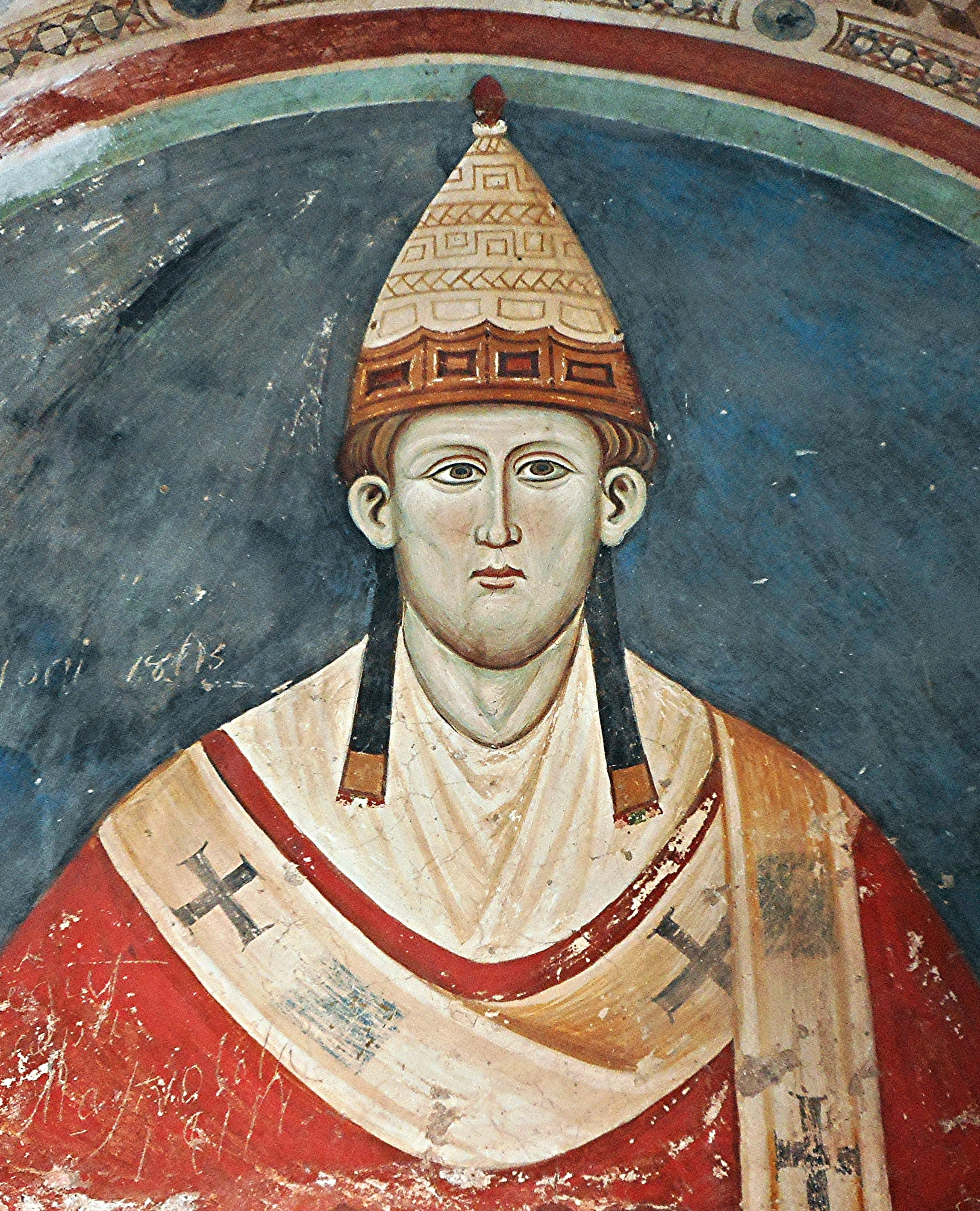
Papa Innocenzo III

Dopo il sostanziale fallimento della terza crociata e di quella del 1197, in Europa vi era scarsissimo interesse per una nuova impresa simile. Tuttavia, la situazione cambiò con l'elezione di papa Innocenzo III, al secolo Lotario conte di Segni, che salì al soglio pontificio all'età di trentasei anni l'8 gennaio 1198. In breve tempo, beneficiando dell'assenza di sovrani di spessore sul panorama europeo dopo la dipartita di Enrico VI, riuscì a imporre la propria egemonia su quella imperiale. Solo pochi mesi dopo infatti, il 15 agosto, il nuovo pontefice emise l'enciclica Post miserabile, con la quale esortò il mondo cattolico a riconquistare Gerusalemme. Nonostante ciò, la reazione degli Stati europei non fu particolarmente entusiasta: i tedeschi apparivano da tempo in disaccordo con il papato, l'Inghilterra era coinvolta nei soliti conflitti con il regno di Francia e le repubbliche marinare erano più preoccupate a tutelare i loro interessi commerciali con l'Oriente che a intraprendere rischiose spedizioni. La Repubblica di Venezia, per evitare una possibile scomunica, chiese addirittura al papa una dispensa dalla partecipazione, sostenendo di non poter sopravvivere se i commerci con l'Egitto fossero interrotti. Inoltre, la prematura morte di Riccardo Cuor di Leone, uno dei principali comandanti della terza crociata, aveva lasciato i cristiani d'Occidente senza una potenziale guida valida.
Tuttavia, in Francia si registrarono alcuni segni positivi, principalmente grazie alla fervente predicazione del taumaturgo e curato Folco di Neuilly. Un ruolo importante fu anche svolto dal cardinale Pietro Capuano: durante un sinodo a Digione tenutosi il 6 dicembre 1199, in cui venne proclamata ufficialmente la crociata, riuscì a persuadere molti vescovi a donare un trentesimo delle entrate delle rispettive diocesi alla causa.

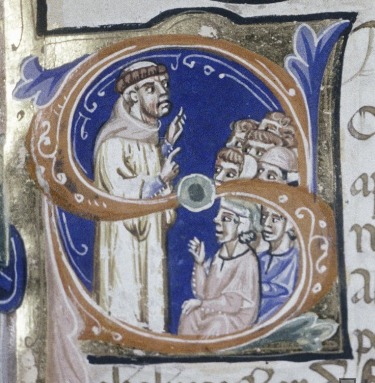
Folco di Neuilly predica per la crociata, De la Conquête de Constantinople di Goffredo di Villehardouin

La svolta cruciale avvenne però nel novembre del 1199, quando il giovane conte Tebaldo III di Champagne, in quel momento poco più che ventenne, organizzò un torneo nel suo castello di Écry-sur-Aisne (oggi Asfeld). Tebaldo, il quale era un nipote di Riccardo Cuor di Leone e Filippo II Augusto di Francia, due dei comandanti principali della terza crociata, aveva invitato i principali esponenti della nobiltà francese, tra cui Luigi di Blois, Simone IV di Montfort, Giovanni di Brienne e Goffredo di Villehardouin. Folco di Neuilly, presente anch'egli a Écry, ebbe l'opportunità di rivolgere un appello a tutta questa giovane nobiltà francese riunita. Sebbene non ci siano testimonianze dirette riguardo a ciò che disse, si crede che nel corso delle discussioni fu posto l'accento sul fatto che le spedizioni precedenti in Outremer non avevano funzionato per via dell'ingerenza di re e imperatori. Sarebbe stato un simile elemento a consentire un netto successo nella prima crociata, motivo per cui durante il torneo furono aperte delle riflessioni sul fatto che la partecipazione di un gruppo di nobili, più o meno omogenei per provenienza, avrebbe consentito di appianare le divergenze e accantonare gelosie e dissapori, permettendo magari il raggiungimento dell'agognato obiettivo di riconquistare Gerusalemme. Secondo le cronache, Folco riuscì nell'intento di accendere gli animi al punto che, tutti «i cavalieri si tolsero gli elmi e corsero alle croci». Il predicatore cucì personalmente la croce sulle loro vesti, simbolo del voto di partecipare alla spedizione. Tebaldo III venne quindi nominato capo della crociata con l'approvazione del Papa Innocenzo.
Scaturito durante il torneo, il fervore per la crociata si diffuse rapidamente in tutta Europa. Folco continuò a guadagnare proseliti in Francia, mentre l'abate Martino di Pairis reclutava uomini in Germania; qui le operazioni procedettero con maggiori asperità, poiché l'energia di diversi nobili era assorbita dalla disputa sul trono tedesco. Il mercoledì delle ceneri del 1200, si unì alla causa, tra gli altri, Baldovino IX di Hainault, conte di Fiandra e cognato di Tebaldo, insieme al fratello Enrico. Poco dopo vennero seguiti dal conte Ugo IV di Saint-Pol con i propri vassalli. A mano a mano che altri signori minori dei Paesi Bassi e della Francia settentrionale prestavano la propria adesione, anche parecchi aristocratici dell'Italia settentrionale decisero di unirsi all'appello. A Roma nel frattempo, il 31 dicembre 1199, fu emessa una nuova bolla, Graves Orientalis terrae, con la quale si imponeva alla Chiesa, «dal momento che lo esige la massima necessità», una nuova tassa del 2,5% sulle entrate per sostenere le spese dei soldati che non erano in grado di permettersi il viaggio per la crociata. Si comandò, inoltre, di collocare cassette nelle chiese per raccogliere le offerte dei laici.
I preparativi per la crociata procedevano lentamente, venendo il 24 maggio 1201 interrotti dalla precoce morte di Tebaldo. Il conte venne sostituito come capo della spedizione da Bonifacio I del Monferrato, fratello dell'ex re di Gerusalemme, Corrado, morto a Tiro nove anni prima. Si trattava pertanto di una decisione ovvia, considerati tra l'altro le numerose parentele di Bonifacio in Oriente, ma la sua figura veniva ritenuta dal papato troppo vicina alla famiglia tedesca regnante, gli Hohenstaufen, e la sua investitura, come si temeva, finì per sottrarre la spedizione all'influenza di Papa Innocenzo. Bonifacio prese ufficialmente la croce nel settembre del 1201 a Soissons dalle mani di Folco di Neuilly.

## Trattative con Venezia

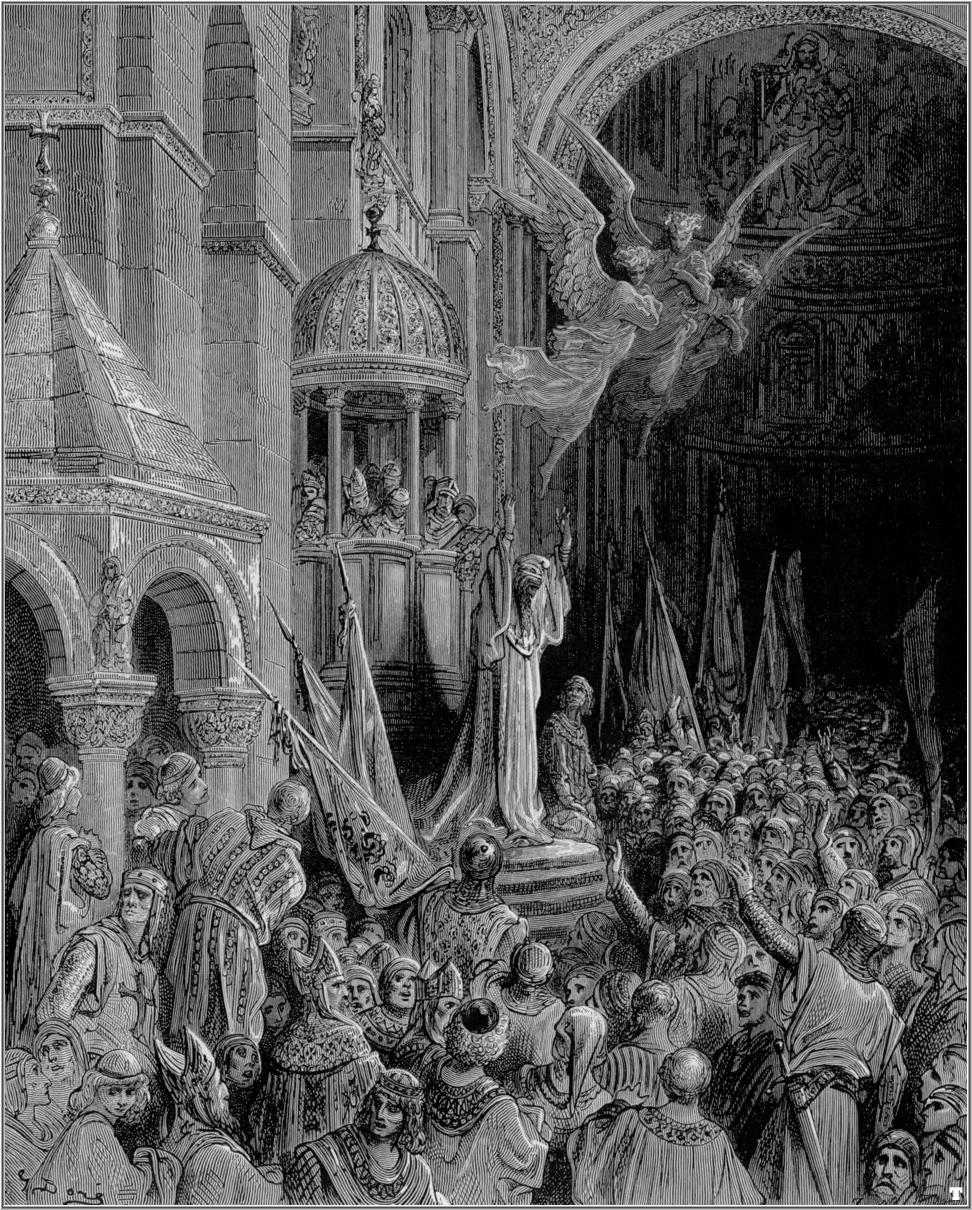
Il doge Enrico Dandolo annuncia la partecipazione alla crociata nella Basilica di San Marco, incisione di Gustave Doré

Reclutati gli uomini e nominati i capi, i crociati si trovarono di fronte alla necessità di pianificare la strategia per la loro spedizione. Memori delle problematiche occorse nelle precedenti campagne in Terra Santa e consci dei rischi di un viaggio per terra, i cristiani decisero questa volta di prendere la via del mare per raggiungere l'Egitto, la cui conquista era ritenuta strategicamente fondamentale prima di muoversi verso Gerusalemme. Questa mossa, però, richiedeva una considerevole flotta per attraversare il Mediterraneo, e in quel momento solo poche città potevano fornire il supporto necessario. Così, in un incontro tenutosi a Compiègne, furono nominati sei plenipotenziari, tra cui Conone di Béthune, incaricati di gestire le trattative. Dopo aver esaminato varie opzioni e scartato Marsiglia e Genova, i crociati si rivolsero alla potente Repubblica di Venezia, l'unica effettivamente in grado di mettere in mare in breve tempo una flotta adeguata all'obbiettivo.
I sei plenipotenziari arrivarono in laguna all'inizio di febbraio 1201, dove furono accolti dal doge Enrico Dandolo. Dopo aver ascoltato le richieste dei crociati, il doge annunciò che avrebbe consultato le assemblee politiche della Repubblica prima di dare una risposta. Tra i plenipotenziari c'era anche il maresciallo Goffredo di Villehardouin, che nella sua cronaca della crociata riportò fedelmente le trattative descrivendo minuziosamente il processo decisionale del governo veneziano. Fu lo stesso Goffredo a prendere la parola durante la solenne assemblea popolare convocata nella basilica di San Marco; nel suo discorso invocò l'aiuto dei veneziani, elogiandoli in quanto «nessuna gente che sia sul mare ha sul mare potere così grande». Le sue parole suscitarono un forte entusiasmo e, finalmente, in aprile, si arrivò alla stipula del contratto di trasporto e rifornimento.
Secondo questo accordo, i veneziani si sarebbero impegnati a armare entro giugno 1202 di una flotta sufficiente a trasportare 4500 cavalieri con i loro cavalli, 9000 scudieri, 20000 fanti oltre a viveri e foraggio per la traversata. Inoltre, Venezia avrebbe armato 50 galere che avrebbero accompagnato la crociata in cambio della metà delle conquiste effettuate dal momento della partenza. Come contropartita, i crociati avrebbero corrisposto la cifra di 85000 marchi imperiali d'argento. Le condizioni furono ritenute soddisfacenti dagli ambasciatori dei crociati e tre giorni dopo vennero ratificate dai veneziana per mezzo del Maggior Consiglio e dall'assemblea popolare. Seguì anche una messa solenne nella basilica di San Marco con la presenza di ben 10000 persone. Successivamente anche il Papa dette il proprio assenso all'accordo.

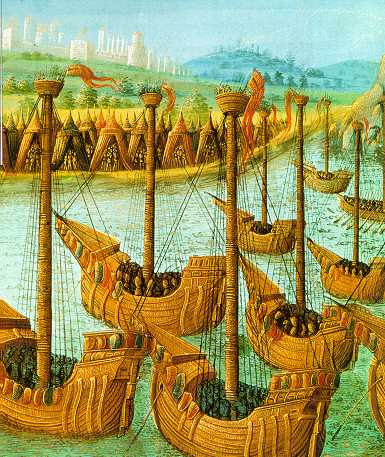
Marina veneziana arriva a Costantinopoli, miniatura del XV secolo

Sottoscritto il contratto, i crociati, in gran parte provenienti dalle regioni francesi di Blois, Champagne, Amiens, Saint-Pol, Île-de-France e Borgogna, ma anche dalle Fiandre, dal Monferrato e dalla Germania, iniziarono a confluire a Venezia stabilendosi a San Niccolò sull'isola del Lido. Tuttavia, ben presto fu evidente che il numero dei soldati accorsi fosse assai inferiore rispetto alle ambiziose previsioni che stimavano l'arrivo di 33500 uomini. Riley-Smith ha sottolineato come, molto probabilmente, i capi crociati contassero di poter reclutare anche un sostanziale numero di mercenari, cosa che poi non si verificò. Inoltre, molti baroni, scontenti della scelta di prendere il mare con la flotta veneziana, avevano preferito partire per la Terra Santa attraverso altre vie. Un numero minore di partecipanti comportò di conseguenza minori risorse economiche e ben presto divenne evidente che non fosse possibile rispettare l'accordo con Venezia: mancavano ben 34000 marchi d'argento sul totale concordato.
Con queste condizioni la situazione entrò in stallo. Dal canto loro i veneziani avevano rispettato i patti mettendo in mare una flotta tanto imponente che Goffredo di Villehardouin ne lodò la «tanta bellezza ed eccellenza, che mai cristiano ne vide una più bella ed eccellente», ma per far questo avevano dovuto sacrificare parzialmente i loro commerci e investire ingenti capitali. Inoltre, si trovavano a dover sfamare i crociati accampati «come appestati» al Lido in attesa di partire. Mentre una parte di essi decise di abbandonare l'impresa o di tentare la via di terra, Bonifacio I negoziò un compromesso con il doge: la flotta sarebbe salpata e i veneziani stessi avrebbero preso parte alla spedizione, la cui guida passava al doge Dandolo; i proventi e le perdite sarebbero poi stati equamente divisi. In pratica, nelle parole dello storico Alvise Zorzi, il «contratto di trasporto si trasformava in un contratto di compartecipazione totale». I termini del compromesso vennero ratificati da Papa Innocenzo che aggiunse il divieto solenne di attaccare Stati cristiani.

## Spedizione principale

### Saccheggio di Zara

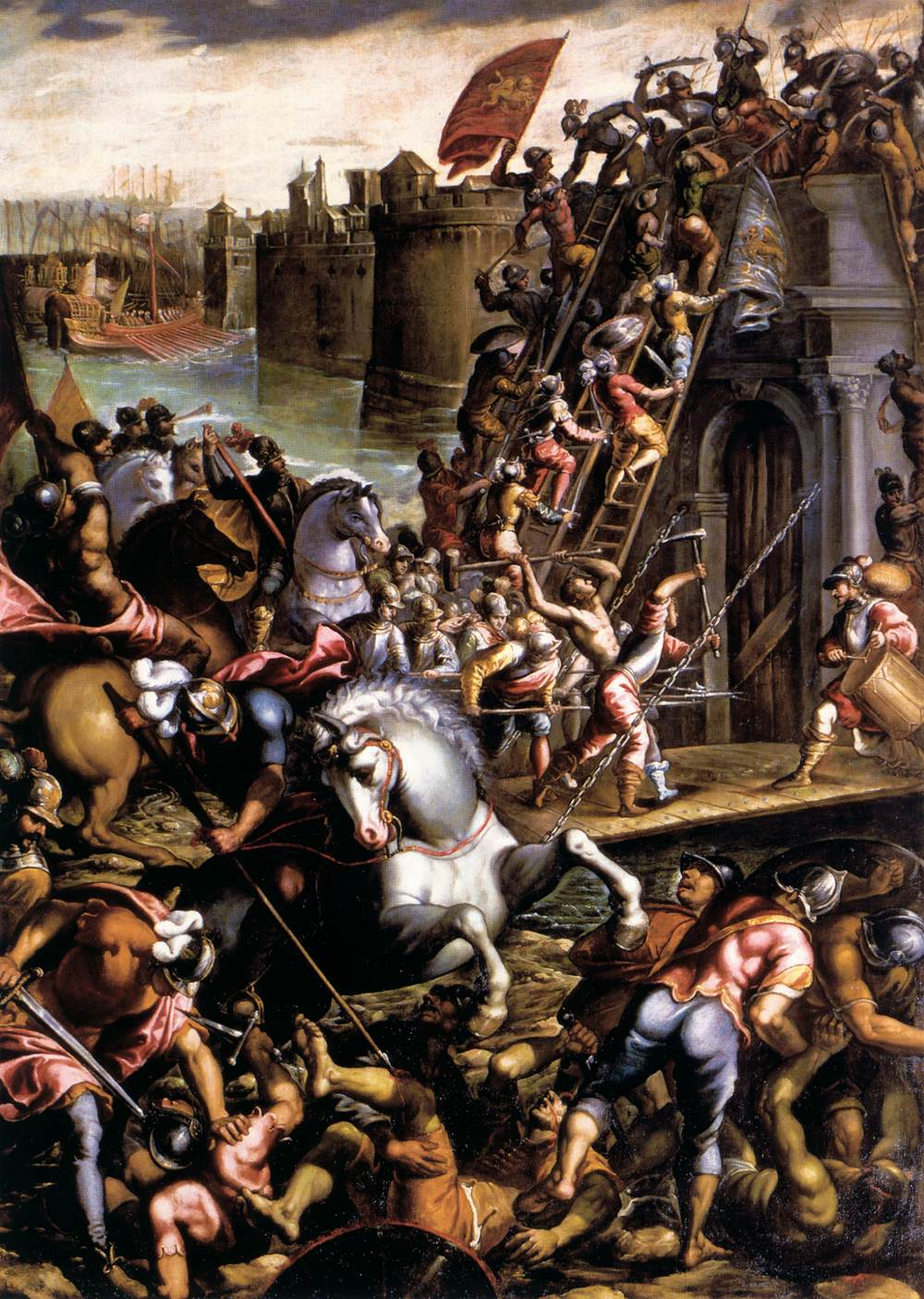
L'assedio di Zara, di Andrea Vicentino (1539-1614)

Nonostante il monito di Innocenzo III, i veneziani chiesero ai crociati di dirigere le forze verso la città di Zara, situata sulle coste della Dalmazia, anziché proseguire verso l'Egitto come inizialmente pianificato. La decisione di spingersi verso quella terra aveva invero suscitato ampia disapprovazione tra i crociati più umili, i quali non comprendevano perché recarsi in un luogo così lontano da Gerusalemme. La loro insoddisfazione fu incoraggiata discretamente dai veneziani, che non avevano nessuna intenzione di fornire aiuti per un attacco contro l'Egitto. Il sultano al-ʿĀdil aveva infatti stretto importanti rapporti commerciali con le città italiane, non ultima la Serenissima, i cui ambasciatori strinsero nella primavera del 1202 un trattato ai sensi del quale veniva garantito che nessuna spedizione sarebbe stata inviata in Egitto. La città dalmatina era stata sotto il dominio della Serenissima fino al 1183, quando si era ribellata, e alla vigilia della partenza della flotta crociata si trovava sotto la protezione di Emerico d'Ungheria. A rendere ancor più surreale lo scenario bisogna ricordare che lo stesso Emerico aveva in precedenza preso la croce e desiderava raggiungere la Terra Santa. Secondo lo storico Alvise Zorzi, l'idea di riconquistare la città non era stata pattuita all'inizio, sebbene fosse latente, ma prese forma concreta solo durante il viaggio, come logica necessità per una flotta così numerosa. Per Jonathan Riley-Smith le cose andarono diversamente: la diversione su Zara sarebbe stata parte dell'accordo stipulato tra veneziani e crociati per compensare il parziale pagamento rispetto a quanto inizialmente promesso. In ogni caso, l'idea di attaccare una città cristiana non fu accolta con unanime favore tra i crociati e le defezioni furono molte. Il cardinale Pietro Capuano, che accompagnava la spedizione, prima si oppose al progetto, ma poi riconobbe che quello fosse l'unico modo per proseguire benché trovò forti resistenze da parte degli altri ecclesiastici presenti. Lo stesso Bonifacio del Monferrato preferì abbandonare momentaneamente il gruppo recandosi a Roma. Secondo Steven Runciman, invece, Bonifacio, «che aveva pochi scrupoli cristiani», sarebbe stato senza dubbio d'accordo con la decisione di raggiungere il porto dalmatino.
Presa così la decisione, nei primi giorni di ottobre la grande flotta si mise in rotta. Secondo stime attendibili, essa era composta da 202 navi di vario tipo con imbarcati 17000 veneziani e 32000 crociati provenienti da tutta Europa. A bordo si trovavano anche macchine d'assedio, come petriere e mangani. Il convoglio navale fece tappa, prima a Trieste, e poi a Muggia, dove i veneziani chiesero alle popolazioni locali un atto di sottomissione.
Arrivati a Zara il 10 novembre, l'aspettativa dei crociati di essere accolti come liberatori dalla popolazione locale venne delusa: al contrario, si trovarono ad affrontare una strenua difesa e nemmeno bastò apporre dei crocifissi sulle mura per far desistere gli aggressori. Dopo un assedio di cinque giorni la città venne presa d'assalto e, quindi, saccheggiata. Con l'inverno oramai alle soglie, venne deciso che l'esercito sarebbe rimasto a Zara a svernare. Quando il papa venne a conoscenza dei fatti inorridì: contro il suo esplicito ordine i crociati avevano osato aggredire una città cristiana cattolica, per giunta posta sotto la protezione di un re (Emerico d'Ungheria) che aveva egli stesso preso la croce. Decise quindi di scomunicare la crociata.
I baroni si giustificarono dichiarando di essere stati ricattati e costretti da Venezia alla sciagurata azione; così il papa tolse loro la scomunica, che andò completamente a carico dei veneziani, a patto che Zara fosse riconsegnata a Emerico e che non fossero state mai più attaccate città cristiane. La scomunica venne tolta, ma gli ordini papali vennero disattesi; addirittura, Bonifacio del Monferrato non rese pubblica la bolla di condanna papale poiché riteneva che questa avrebbe potuto pregiudicare i rapporti con i veneziani, mettendo a repentaglio il prosieguo della spedizione.

### I crociati decidono di deviare a Costantinopoli

Itinerario della spedizione principale della quarta crociata e successiva divisione dell'Impero bizantino

A dicembre Bonifacio si ricongiunse con l'esercito crociato ancora fermo a Zara per trascorrere l'inverno. A breve distanza venne seguito da un'ambasciata dell'imperatore Filippo di Svevia mandata a nome del principe bizantino Alessio IV Angelo, figlio dell'imperatore Isacco II, detronizzato, accecato e tenuto in prigione dal fratello Alessio III. Alessio IV era riuscito a fuggire dalla prigionia nel 1202 e si era rifugiato in Germania dalla sorella, Irene, moglie dell'imperatore. In precedenza Alessio aveva già contattato i veneziani quando si trovava a Verona e alcuni colloqui con Bonifacio erano già intercorsi mesi prima. Il progetto del principe bizantino era quello di ottenere l'aiuto dei crociati per riappropriarsi del trono in cambio di aiuti militari pari a 10000 soldati, oltre a 500 uomini che sarebbero stati stanziati permanentemente in Terra Santa, 200000 marchi d'argento e generi di consumo utili per il prosieguo della spedizione, in particolare per la conquista dell'Egitto. Ancora, una volta riottenuto il trono di Costantinopoli, si sarebbe impegnato per una riunificazione della Chiesa di Roma con quella d'Oriente, formalmente divise a seguito del Grande Scisma dell'XI secolo; tale questione stava particolarmente a cuore al papa. Considerando che Bisanzio aveva già in passato, per via del complicato quadro economico che stava vivendo, garantito accordi favorevoli a Genova e a Pisa, le due fiorenti rivali di Venezia, lo spregiudicato Alessio promise che avrebbe garantito favorevoli accordi mercantili anche alla Serenissima. Infine, egli assicurò ai crociati che, una volta giunti a Costantinopoli, la popolazione li avrebbe accolti come liberatori da un tiranno usurpatore.
La proposta del principe suscitò molte discussioni nel campo crociato: vi era infatti chi la riteneva necessaria per la continuazione dell'impresa, chi era sospettoso riguardo a offerte così impegnative, chi ancora considerava attaccare Costantinopoli contrario agli obiettivi della crociata. Alcuni nobili, tra cui Simone IV di Montfort e Werner di Boladen, non volendo assalire un'altra città cristiana al posto di combattere i musulmani, si separarono dal resto della spedizione e fecero vela autonomamente in direzione della Siria. Il legato papale, Pietro Capuano, dette invece il proprio assenso, mentre si rivelò più arduo convincere papa Innocenzo III. Quest'ultimo, avendo conosciuto Alessio da giovane e considerandolo una figura «spregevole», non intravedeva alcuna prospettiva positiva, a maggior ragione considerando che il patto che stava maturando vedeva come protagonisti dello schieramento cattolico i veneziani e vari amici di Filippo di Svevia, due figure abbastanza invise alla curia romana. Alla fine, effettivamente allettato dalla prospettiva della riunione con la Chiesa ortodossa, Innocenzo si fece convincere, a patto di non compiere ulteriori stragi cristiane se non in caso di ostacoli obiettivi. Per i greci che ignoravano le complessità della politica occidentale, invece, questa flebile presa di posizione sarebbe corrisposta a una manifestazione evidente dell'approvazione papale. Dal canto suo, il doge Dandolo, «del tutto insensibile all'idea di crociata», riconobbe invece la possibilità di assicurare a Venezia enormi vantaggi nei commerci con l'Oriente intronizzando a Costantinopoli un proprio alleato. Del resto, non venne nemmeno previsto né pattuito quando avrebbe dovuto avere luogo la summenzionata campagna in Egitto che era stata pattuita, motivo per cui essa poteva essere rimandata senza indugio. Inoltre, circa trent'anni prima aveva partecipato a un'ambasceria a Costantinopoli, dove era stato coinvolto in una rissa e aveva parzialmente perduto l'uso della vista. Il risentimento che ne derivò contro i bizantini accrebbe quando, dopo la sua ascesa al dogato nel 1193, l'imperatore Alessio III cercò di ostacolare in tutti i modi il rispetto dei vantaggiosi accordi commerciali che aveva stipulato prima Isacco. Così, alla fine, la proposta venne accettata e i messaggeri di Alessio fecero ritorno in Germania per avvisarlo in modo che potesse raggiungere i crociati a Zara. È probabile che alcuni dissidenti furono pagati da Venezia per tacere e che alla maggioranza dei combattenti venne fatto credere che il piano di attaccare Bisanzio non nasceva per caso: essa, infatti, aveva «costantemente tradito la cristianità durante tutte le guerre sante», motivo per cui occorreva riportare sulla retta via «gli scismastici greci» ortodossi. Non mancò poi chi, al di là dei discorsi religiosi, intravedeva un'ottima opportunità di impadronirsi di ricchi bottini situati nella capitale e nelle sue province.
Il 25 aprile del 1203, Alessio IV arrivò a Zara dalla Germania, imbarcandosi pochi giorni dopo e venendo riconosciuto imperatore durante una sosta effettuata a Durazzo., Da lì si proseguì alla volta di Corfù, dove si giunse alla stipula ufficiale dell'accordo con Alessio, ma una volta che questo venne reso informalmente pubblico, altri crociati si dissociarono, decidendo di restare sull'isola in attesa di altre navi che li avrebbero portati direttamente in Terra Santa. Il 24 (o il 25) maggio, la flotta spiegò le vele e circumnavigò il Peloponneso, in direzione di Costantinopoli. Lungo la rotta, sostarono sull'isola di Andro per rifornirsi di acqua e verso lo stretto dei Dardanelli, trovato sorprendentemente indifeso, tanto che in Tracia fu possibile sbarcare e arraffare quanto si poteva del raccolto che stava maturando.

### Prima presa di Costantinopoli

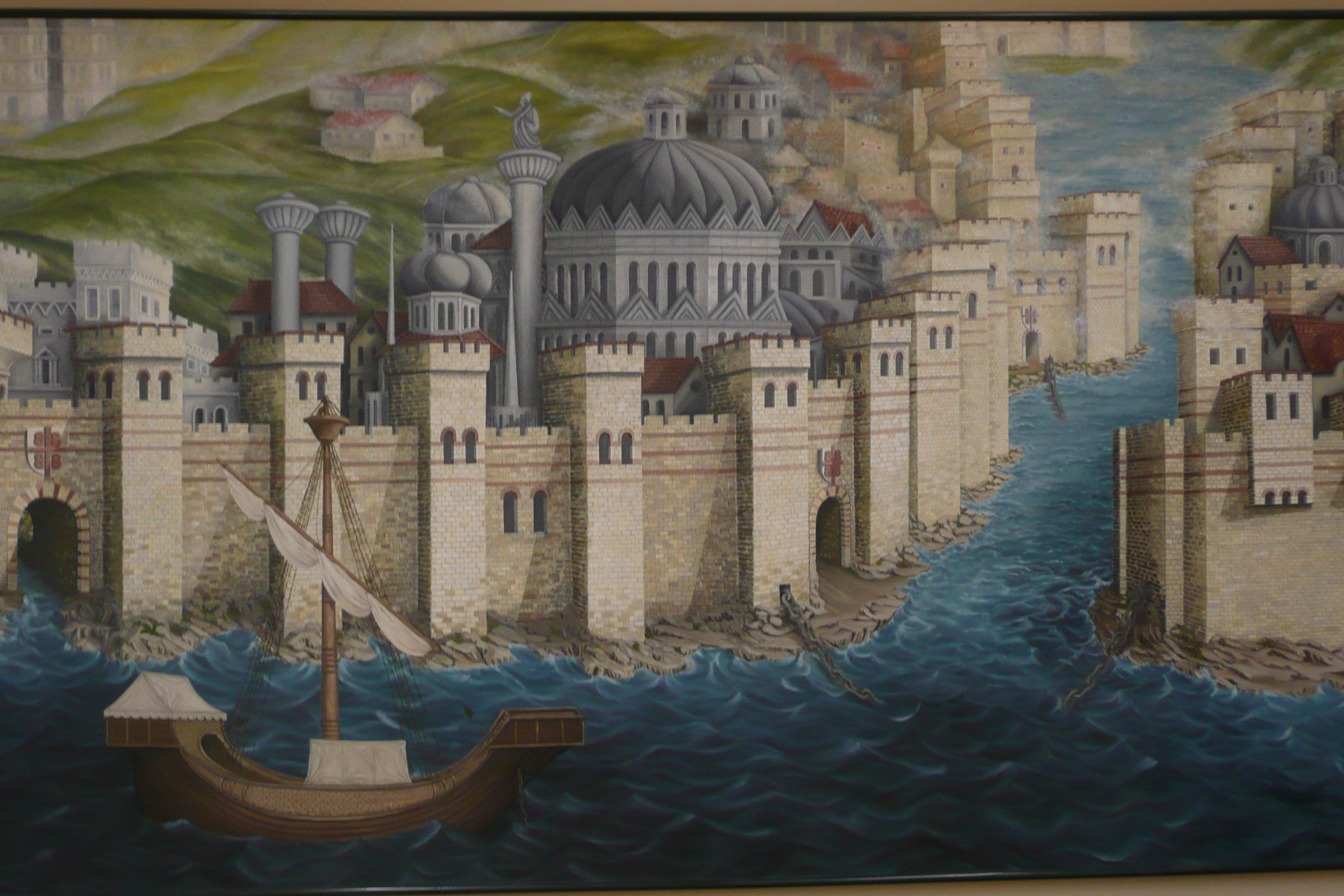
Le mura di Costantinopoli al tempo della quarta crociata

Il 24 giugno la flotta giunse in vista di Costantinopoli e, stando a quanto raccontano le cronache, i crociati rimasero stupiti «non potendo pensare che potesse esservi così ricca città in tutto il mondo, quando videro quelle alte mura e quelle ricche torri che la racchiudevano tutt'intorno». Alessio aveva fatto credere ai crociati e ai veneziani che sarebbero stati accolti con gioia dalla popolazione. Tuttavia, al loro arrivo, trovarono le porte sbarrate e le mura piene di difensori che li insultavano e li deridevano. Nella capitale persistevano comunque delle difficoltà: l'imperatore Alessio III non aveva allestito alcuna difesa, mentre l'esercito era perlopiù composto da mercenari e stava soffrendo una situazione difficile per via delle discutibili politiche condotte dal predecessore Manuele.
Fallita la possibilità di contare su una sollevazione popolare a favore di Alessio, ai crociati non rimase che ricorrere alla forza militare. Così, dopo alcuni giorni di aspre lotte iniziali, il 17 luglio l'esercito latino assaltò le mura della città. Da una parte la flotta veneziana attaccò le torri dal mare, riuscendo a conquistarne una porzione, dall'altra le truppe di terra diedero battaglia campale nei pressi del palazzo delle Blacherne. I cronisti di entrambi i fronti non mancarono di annotare l'effetto che ebbero i cavalieri crociati con le loro lucenti armature sugli abitanti di Costantinopoli: Roberto de Clari racconta di come le dame e damigelle li ammirassero come se fossero angeli, mentre il cronista greco Niceta Coniata li descrive come  «angeli sterminatori». L'attacco venne parzialmente respinto, ma Alessio III, messo oramai alle strette, preferì arraffare quanto più poté del tesoro imperiale e darsi alla fuga, portando con sé la figlia.

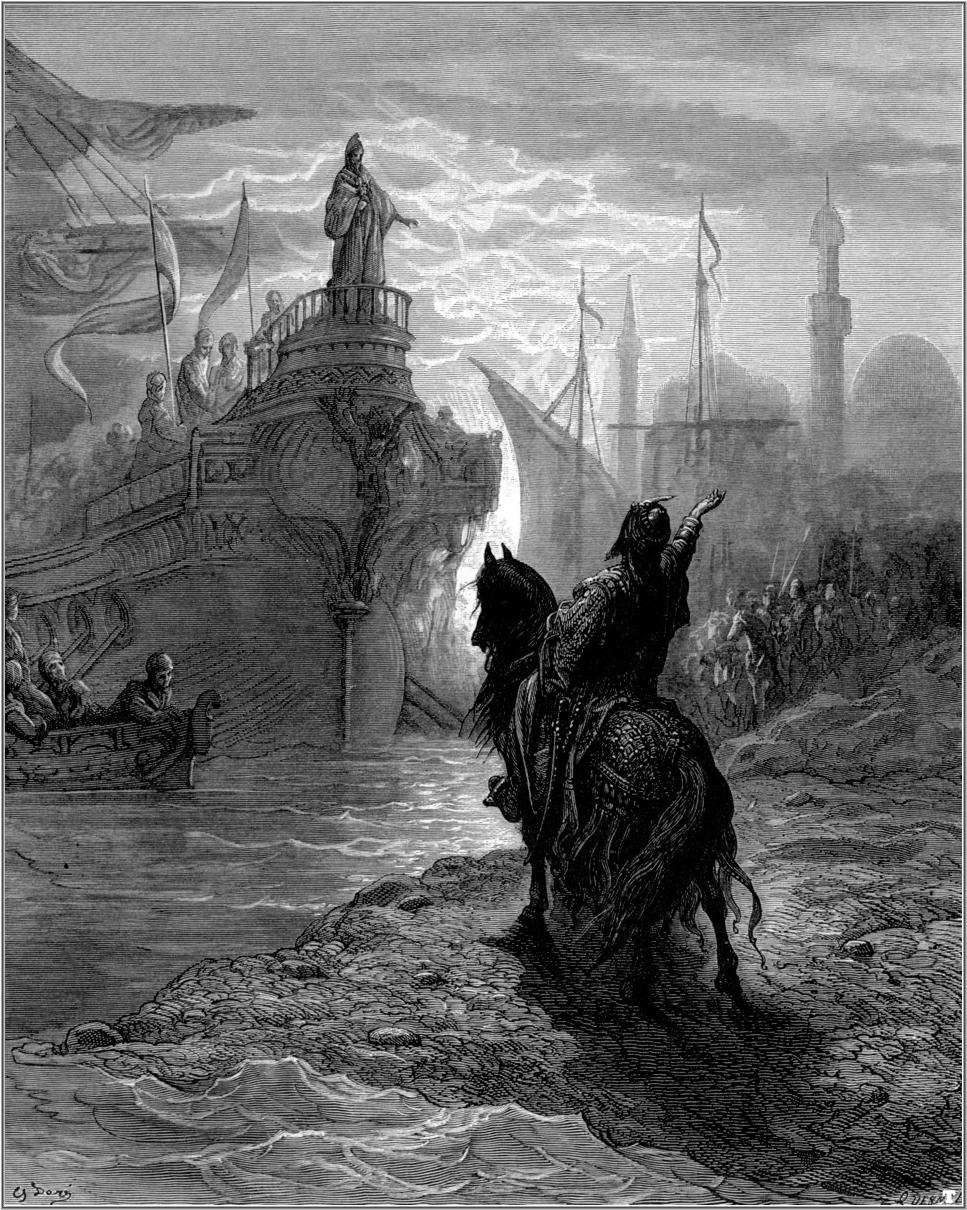
Gustave Doré: Enrico Dandolo parlamenta con Alessio V

Senza una guida, l'aristocrazia locale non si fece trovare impreparata e optò per l'arguta decisione liberare Isacco II, padre di Alessio, e chiedere così la cessazione delle ostilità e una definitiva riconciliazione. Dichiaratosi pronto a confermare le promesse fatte ai crociati dal figlio, Isacco nominò quest'ultimo coreggente il 1º agosto 1203, allestendo una cerimonia appropriata nella chiesa di Santa Sofia alla presenza di tutti i baroni della crociata. Tuttavia, rispettare gli impegni presi non fu facile: le casse del regno erano vuote e la comunità ortodossa fu fortemente risentita quando si vive privare dei beni propri per saldare le promesse contratte con i veneziani. Oltretutto, l'unione delle due chiese era fortemente osteggiata sia dal clero che dal popolo. Ben presto divenne evidente, anche tra gli occidentali, che la controparte non appariva nelle condizioni di ottemperare alle proprie promesse, ma ciononostante essi dovettero decidere di passare l'inverno accampati fuori delle mura. Alessio, dal canto suo, riteneva strategicamente fondamentale la presenza dell'esercito alleato nei primi mesi del suo regno per garantire la stabilità del suo potere. Nel frattempo, il papa, informato di quanto avvenuto a Costantinopoli, espresse parole di biasimo, intimando alla spedizione crociata di proseguire immediatamente verso gli obiettivi prefissati e invitando i vescovi che la accompagnavano a obbligare i comandanti a compiere atti di penitenza.
Nei mesi seguenti la situazione precipitò, con la scontentezza degli abitanti di Costantinopoli crebbe sempre di più nel dover sopportare la presenza dei cavalieri crociati che scorrazzavano in città manifestandosi in veri e propri atteggiamenti xenofobi nei confronti dei latini, aggredendoli talvolta nelle strade. Sempre più in difficoltà nel mantenere l'esercito crociato, Alessio dovette imporre nuove tasse inimicandosi ancora di più la popolazione. Una spedizione alla ricerca del fuggiasco ex imperatore e del tesoro reale si rivelò infruttuosa. Alla ricerca di viveri, i crociati eseguirono delle scorribande per conto proprio. Alcuni di essi, responsabili del saccheggio di una moschea, vennero aggrediti dai greci e per difendersi appiccarono il fuoco ad alcune case. L'incendio si propagò e, per giorni, una parte di Costantinopoli fu preda delle fiamme; venne fatto anche un tentativo di incendiare le navi veneziane, terminato però con un insuccesso. Alessio prese sempre più le distanze da loro iniziando per giunta a non onorare più i pagamenti concordati.
Alla fine di gennaio 1204, si verificò un colpo di stato: Alessio Ducas depose e fece strangolare il cugino Alessio IV, mentre Isacco II morì in circostanze misteriose poco dopo. Salito al trono con il nome di Alessio V, il nuovo imperatore rifiutò qualsiasi pagamento ai crociati e ai veneziani, imponendo a loro di lasciare la città. Pur essendo una figura energica e molto attiva, il nuovo monarca non seppe farsi apprezzare dai suoi concittadini, soprattutto dopo aver rimosso dal loro incarico tutti i ministri sospettati di infedeltà. Il provvedimento riguardò anche Niceta Coniata, motivo per cui risulta facilmente desumibile come mai egli non riservi toni lusinghieri ad Alessio. Nonostante la volontà di rinforzare le mura e risollevare il morale delle guardie a seguito delle continue insurrezioni, la situazione interna era complicata: i veneziani avevano corrotto diversi traditori per generare disordini e non c'era modo di richiamare dalle province delle armate di supporto. Di pari passo con questa insoddisfazione, negli ambienti veneziani maturò l'idea di porre fine all'instabilità intervenendo con la forza e nominando un uomo di propria fiducia, di provenienza occidentale, sul trono. Trovatosi avviluppato in una situazione ostile, l'esercito latino dovette prendere una decisione quando rimase a corto di viveri e senza la possibilità di fare ritorno in patria né di proseguire per la Terra Santa. Messi alle strette e fallito un ultimo tentativo di mediazione con il nuovo monarca, ai crociati non rimaneva quindi che la possibilità di mettere al sacco Costantinopoli.

### Sacco di Costantinopoli

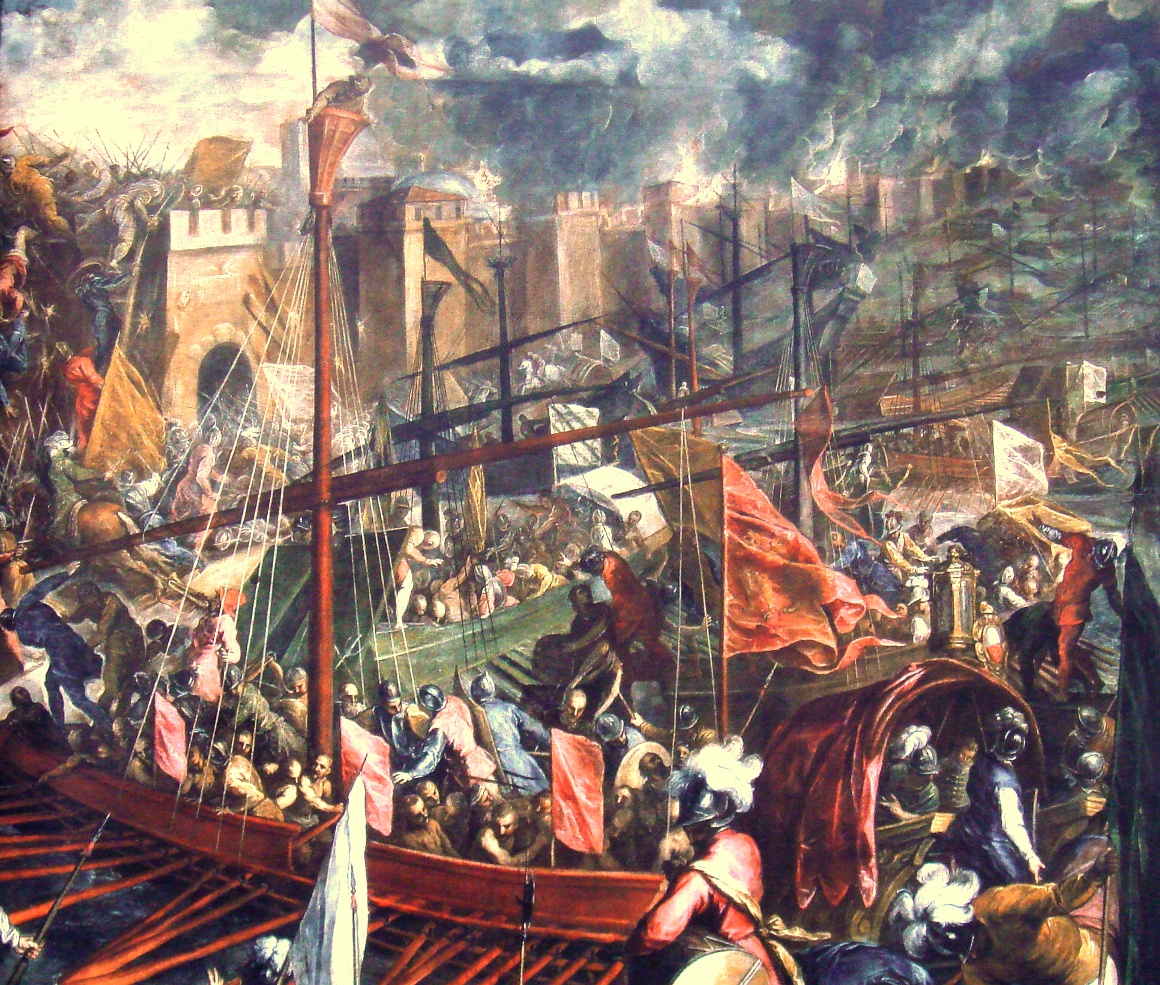
Presa di Costantinopoli da parte dei crociati, dipinto di Palma il Giovane

Mentre i religiosi al seguito della crociata discutevano sulle possibili giustificazioni riguardo a quello che si stava preparando, i capi crociati stipularono nel marzo del 1204 un trattato riguardo a come avrebbero spartito il bottino una volta presa la città. I proventi del saccheggio sarebbero andati ai veneziani per i tre quarti fino a ripagare il debito per la costituzione della flotta, per poi essere diviso in parti uguali con i crociati; a Venezia, inoltre, sarebbero stati confermati i privilegi commerciali già in essere. Una volta che l'Impero bizantino fosse stato nelle loro mani, sarebbe stata nominata una commissione che avrebbe eletto il nuovo imperatore e un nuovo patriarca cattolico, mentre la Chiesa ortodossa sarebbe stata sottomessa a quella di Roma. Infine venne deciso che l'esercito crociato sarebbe rimasto nei pressi di Costantinopoli per garantire la stabilità al nuovo impero.
Il primo attacco dei crociati venne sferrato il 9 aprile 1204, ma fu respinto e procurò solo forti perdite. Il 12 aprile fu fatto un nuovo tentativo e questa volta i Veneziani ricorsero a uno stratagemma. Avevano costruito piattaforme sulle cime degli alberi delle navi, poi avevano inclinato le imbarcazioni fino a che le piattaforme andavano a toccare le mura. Il veneziano Pietro Alberti fu il primo a saltare sulle mura di una torre nemica, ma fu subito ucciso. Venne seguito da un francese, André Dureboise, che riuscì a resistere all'attacco dei difensori, permettendo ad altri veneziani e crociati di occupare le mura. Poco tempo dopo, le porte della città furono aperte dagli attaccanti penetrati all'interno; per Costantinopoli, "la Seconda Roma", non ci fu più scampo.

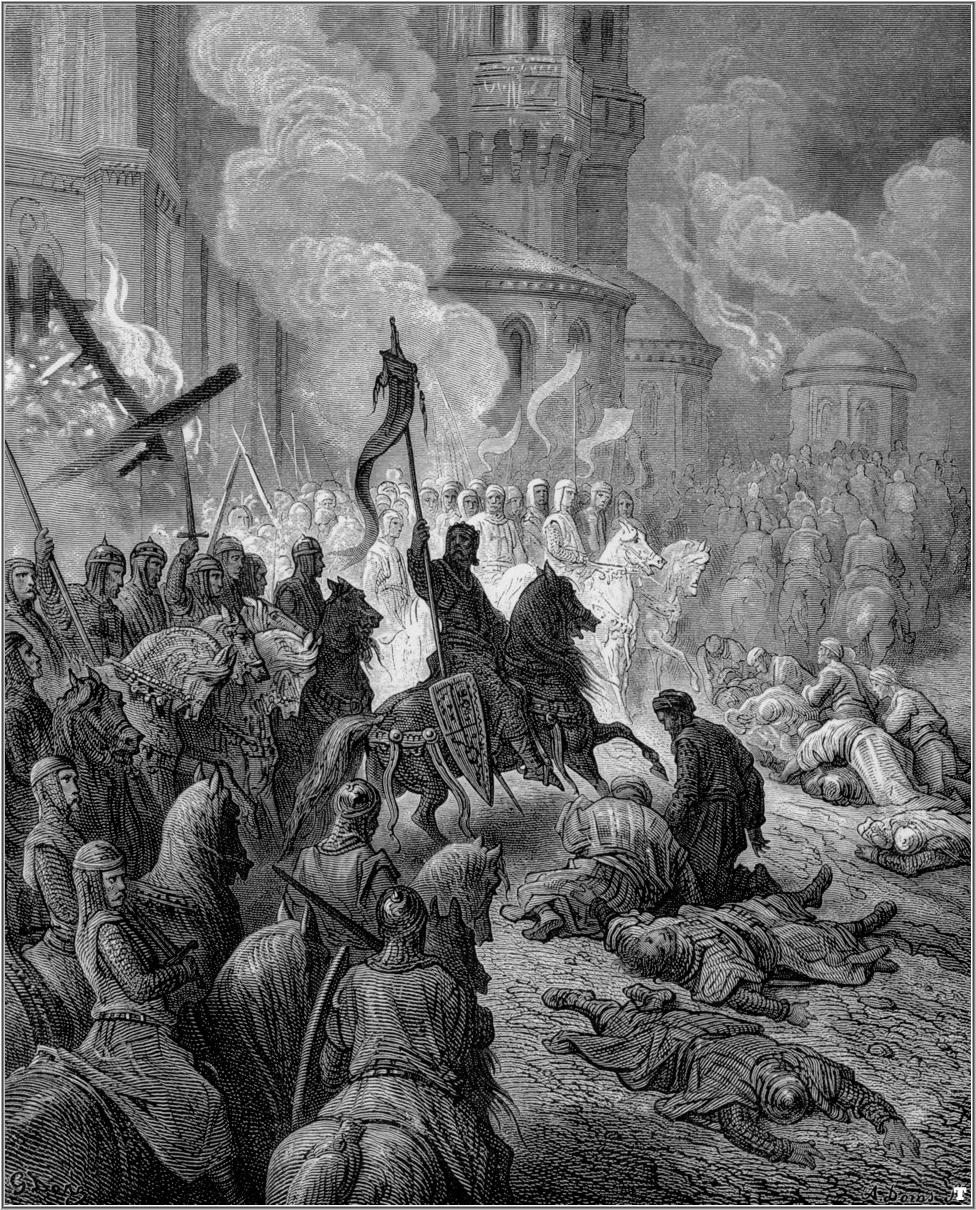
L'entrata dei crociati a Costantinopoli in un'incisione di Gustave Doré

Alessio V s'era rifugiato con alcune truppe nel suo palazzo imperiale. Nella notte, forse perché temevano un attacco di sorpresa, alcuni crociati tedeschi appiccarono il fuoco a delle case e nuovamente l'incendio divampò in città. Vista l'impossibile situazione, Alessio V si dette alla fuga. Mentre regnava il caos fu eletto imperatore un altro antilatino, Costantino XI Lascaris, il quale ordinò una sortita contro i crociati guidata dal fratello, il generale bizantino Teodoro Lascaris (futuro imperatore di Nicea), conclusasi in maniera del tutto infruttuosa.
Il giorno dopo, esaurita la resistenza bizantina dopo che anche la guardia variaga non voleva proseguire le lotte, ebbe inizio il grande ed efferato saccheggio. Mentre Bonifacio del Monferrato occupava il palazzo imperiale del Boukoleon che, secondo Roberto de Clari aveva ben 500 stanze tutte riccamente addobbate e ben trenta cappelle, i crociati entravano nelle case e asportavano qualsiasi cosa di valore avessero trovato. Tutte le chiese vennero spogliate dei vasi sacri, delle icone, dei candelabri e di qualsiasi oggetto di valore. Anche la basilica di Santa Sofia venne completamente saccheggiata, mentre l'altare finì distrutto e gli arazzi fatti a pezzi. Un cronista dell'epoca, testimone oculare, tramanda che una prostituta, seduta sul trono del Patriarca, cantava strofe oscene in lingua francese.

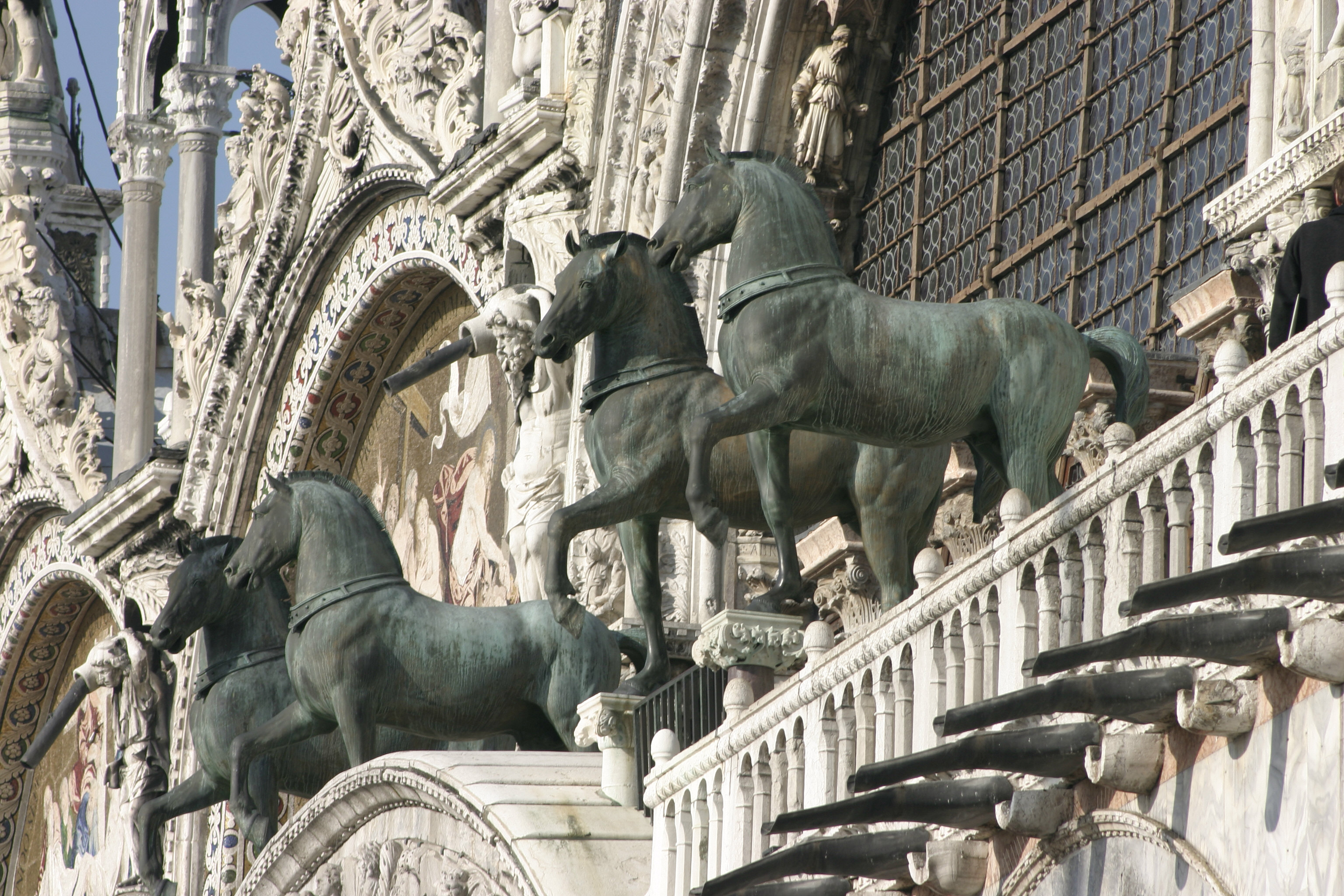
Copia dei cavalli di bronzo sulla facciata della Basilica di San Marco a Venezia

Dopo tre giorni, i comandanti degli assalitori intervennero dando ordine di cessare il saccheggio e che il bottino doveva essere portato in tre chiese e sorvegliato da fidatissimi crociati e Veneziani per poi essere spartiti secondo i patti (tre ottavi ai crociati, tre ottavi al Veneziani ed un quarto messo da parte per il futuro imperatore). Fra gli altri beni, i veneziani portarono in patria i quattro cavalli di bronzo che ornano (attualmente in copia) la basilica di San Marco, l'icona della Madonna Nicopeia e molte preziose reliquie che ancora sono serbate nel tesoro di San Marco. Goffredo di Villehardouin testimonia che «dalla creazione del mondo non è mai stato fatto un tale bottino in una città», mentre Niceta Coniata descrive con disprezzo gli eventi, arrivando addirittura a definire perfino i musulmani «umani e benevoli» in confronto a questa gente «che porta la croce di Cristo sulle spalle».
Durante la notte del 9 maggio seguente, una commissione composta da dodici crociati e dodici veneziani annunciò di avere scelto Baldovino di Fiandra come nuovo imperatore. È stato osservato di come tale onore non fosse stato concesso, come poteva sembrare ovvio, al capo dei crociati Bonifacio del Monferrato per via dell'opposizione dei veneziani che lo consideravano, tra l'altro, troppo vicino ai rivali Genovesi. Il 16 maggio Baldovino venne incoronato dai vescovi cattolici, poiché ancora doveva essere nominato un patriarca.

#### La stipula del trattatoPartitio terrarum imperii Romaniae
Immediatamente dopo il saccheggio, o secondo altre fonti alcuni mesi dopo, venne sottoscritto dai crociati il trattato Partitio terrarum imperii Romaniae tramite il quale venne fondato l'impero latino in luogo dell'impero greco, stabilendo la divisione dell'impero smantellato tra i partecipanti alla crociata. Secondo lo studioso Georgij Ostrogorskij, «raramente nella storia si è proceduto in modo così pianificato come nella spartizione» delle terre bizantine. La repubblica di Venezia ne trasse, sulla carta, i maggiori benefici costituendo una pietra miliare nella formazione del suo impero coloniale.

## In Terra Santa
Come evidenziato, tra coloro che risposero all'appello di papa Innocenzo III prendendo la croce, non tutti seguirono il gruppo principale che finì per saccheggiare Costantinopoli. Alcuni partirono per la Terra Santa già anni prima, scegliendo porti diversi da Venezia, mentre altri abbandonarono la spedizione guidata da Goffredo del Monferrato, insoddisfatti delle deviazioni verso Zara e Costantinopoli, preferendo proseguire autonomamente per adempiere ai loro voti religiosi. Secondo il cronista Goffredo di Villehardouin, la maggioranza dei crociati partecipanti alla quarta crociata raggiunse effettivamente la Terra Santa, mentre solo una minoranza prese parte all'assalto di Costantinopoli. Tuttavia, lo stesso Goffredo suggerisce che i capi crociati impegnati nell'assedio di Costantinopoli potrebbero aver esagerato il numero dei cosiddetti disertori per amplificare il successo della conquista della capitale bizantina.
Gli storici moderni tendono però a non considerare attendibili le affermazioni di Villehardouin. Steven Runciman sostiene che solo una «piccola proporzione» dei crociati raggiunse la Terra Santa, mentre Joshua Prawer parla di pochi «miseri resti» dell'esercito originale. Studi recenti indicano che il numero di crociati che proseguirono verso la Terra Santa fu considerevole, ma comunque lontano dall'essere la maggioranza. Delle 92 personalità nominate da Villehardouin che presero il voto di crociato, si stima che tra 23 e 26 andarono effettivamente in Terra Santa.
Sembra inoltre che il tasso di "diserzione" fosse particolarmente alto tra i francesi: solo circa un decimo dei cavalieri provenienti dalle Fiandre raggiunse gli stati cristiani in Terra Santa, mentre più della metà di quelli originari dell'Île-de-France vi giunse. In totale, circa 300 cavalieri dal nord della Francia, con i loro seguiti, arrivarono in Palestina. Vi sono meno informazioni sui contingenti provenienti da Borgogna, Occitania, Italia e Germania, ma è certo che vi furono defezioni tra quelli occitani e tedeschi.
I principali itinerari seguiti da coloro che non si imbarcarono a Venezia, o che abbandonarono la spedizione principale, avevano come punti di partenza Marsiglia o i porti pugliesi.

### Truppe crociate salpate dall'Italia meridionale

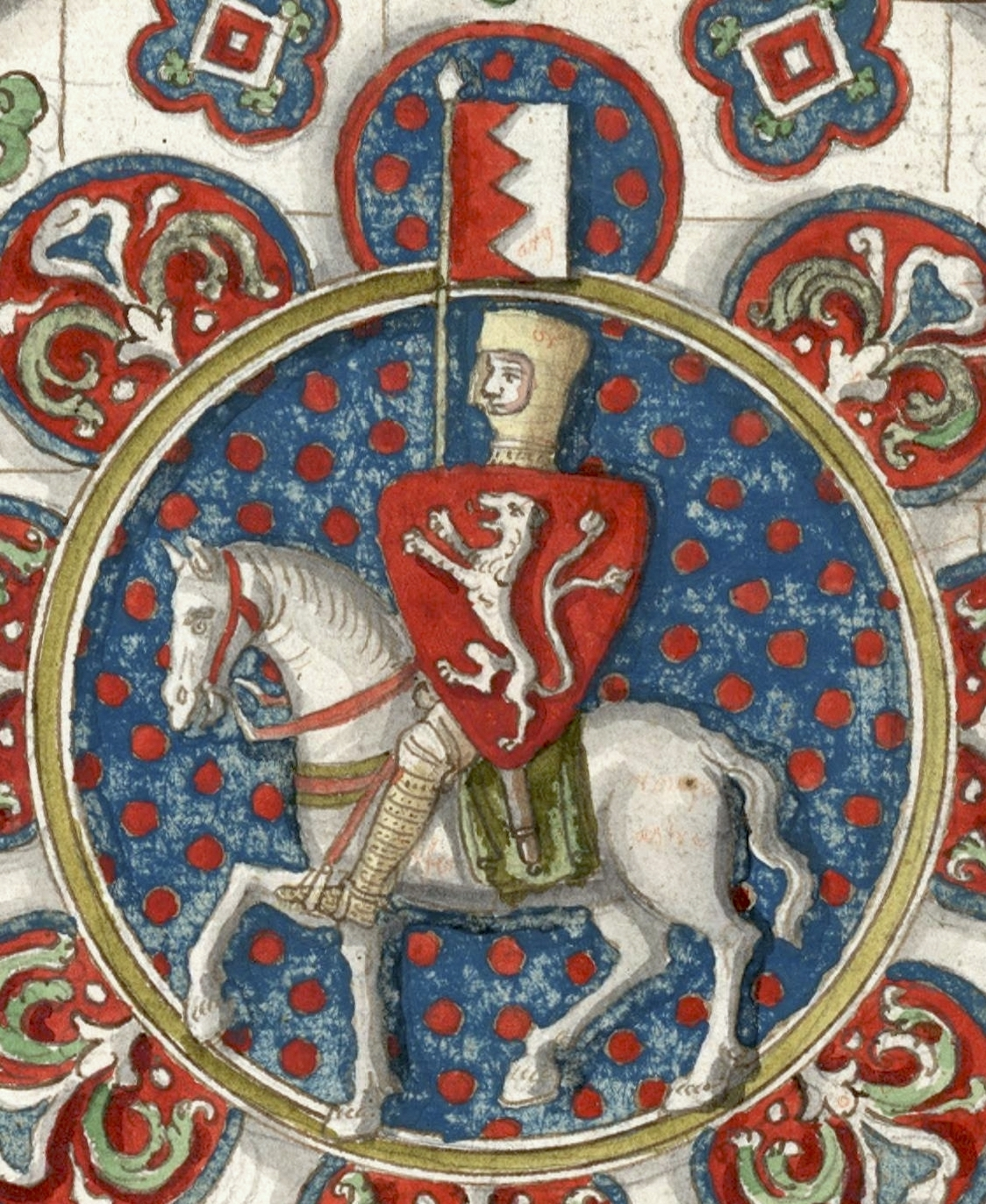
Il nobile Simone IV di Montfort. Disgustato dell'assedio di Zara e contrario alla diversione per Costantinopoli abbandonò la spedizione crociata per recarsi in Terra Santa da Barletta in Puglia

Nell'estate del 1202, diversi crociati, invece di dirigersi verso Venezia, si diressero a sud, in direzione di Piacenza, con l'intenzione di raggiungere la Terra Santa partendo dai porti dell'Italia meridionale. Tra questi vi erano Vilain di Nully, Enrico di Arzillières, Renardo II di Dampierre e Enrico di Longchamp, ciascuno con il proprio seguito. Non sembra che questi crociati avessero pianificato la spedizione insieme o che abbiano viaggiato in gruppo. Alla fine, solo alcune centinaia di cavalieri e fanti partirono dai porti dell'Apulia, un numero talmente ridotto che re Amalrico II di Gerusalemme si rifiutò di rompere la tregua con gli Ayyubidi per consentire loro di combattere. Nonostante le suppliche e i fondi cospicui offerti da Renardo, che stava adempiendo al voto crociato del defunto conte Tebaldo III di Champagne, il re mantenne la tregua. Di conseguenza, ottanta crociati, guidati dallo stesso Renardo, decisero di recarsi nel Principato di Antiochia, che non era coinvolto nella tregua. Ignorando i consigli di evitare questo percorso, caddero in un'imboscata lungo la strada e furono tutti uccisi o catturati; Renardo fu tenuto prigioniero per trent'anni.
Quando la crociata fu dirottata su Zara, molti crociati tornarono in patria o rimasero in Italia, cercando mezzi alternativi alla flotta veneziana per raggiungere la Terra Santa. Tra questi vi era Goffredo I di Villehardouin, nipote del cronista. Stefano di Perche, impossibilitato a partire con il grosso dell'esercito a causa di una malattia, si imbarcò dall'Italia meridionale nel marzo 1203, dopo essersi ristabilito, e viaggiò direttamente verso la Terra Santa con altri crociati. Stefano si riunì con l'esercito principale solo dopo la caduta di Costantinopoli.

### Spedizioni da Zara
Dopo l'assedio di Zara, altri contingenti decisero di abbandonare la spedizione principale. I crociati avevano inviato Roberto di Boves come ambasciatore presso il Papa, ma dopo aver completato la sua missione, si recò direttamente in Terra Santa. L'abate Martino di Pairis lo raggiunse durante il viaggio verso Roma e successivamente si imbarcò per la Palestina da Siponto, arrivando ad Acri il 25 aprile 1203, proprio nel mezzo di un'epidemia di peste. Secondo la cronaca anonima Devastatio Constantinopolitana, dopo la decisione presa a Zara di porre Alessio IV sul trono di Costantinopoli, i capi della crociata permisero a circa 1000 uomini di proseguire autonomamente verso la Terra Santa. La maggioranza di questi crociati era tra i più poveri, e due delle navi che li trasportavano affondarono durante il viaggio, causando notevoli perdite umane.
Da Zara fu inviata un'ambasciata ufficiale in Terra Santa, guidata da Rinaldo di Montmirail e composta anche da Guglielmo di Ferrières, Guglielmo di Ferrières, Goffredo di Beaumont e i fratelli Giovanni e Pietro di Frouville. Secondo gli accordi, avrebbero dovuto tornare all'esercito principale entro quindici giorni dal completamento della loro missione, ma si trattennero in Terra Santa e fecero ritorno solo dopo la caduta di Costantinopoli.
Nell'inverno tra il 1203 e il 1204, Simone IV di Montfort guidò un consistente contingente di disertori, disgustati dall'attacco a Zara e contrari alla deviazione verso Costantinopoli. Il suo gruppo marciò dalla moderna città croata lungo la costa adriatica fino a raggiungere l'Italia, dove trovarono i mezzi per imbarcarsi verso la Palestina.

### Spedizione fiamminga da Marsiglia
Per ragioni sconosciute, Baldovino di Fiandra decise di dividere le sue forze, conducendone metà a Venezia e inviando l'altra metà direttamente via mare verso la Terra Santa. La flotta fiamminga partì dalle Fiandre nell'estate del 1202 sotto il comando di Giovanni II di Nesle, Teodorico di Fiandra e Nicola di Mailly. Dopo aver attraversato il Mediterraneo, attaccò e conquistò una cittadina musulmana sulla costa africana, come riportato dal cronista Ernoul, ma il suo nome non è noto. La città fu poi consegnata ai Cavalieri portaspada, mentre la flotta si recò a Marsiglia, dove trascorse l'inverno tra il 1202 e il 1203. I marinai di Marsiglia, forti alla loro esperienza nella navigazione in acque aperte, potevano raggiungere Acri in soli quindici giorni durante il periodo estivo, il che rendeva Marsiglia un porto economico e accessibile per il contingente francese. Qui, il gruppo navale si ampliò grazie all'arrivo di numerosi crociati francesi, tra cui il vescovo Gualtiero II di Autun, il conte Ghigo III di Forez, Bernardo IV di Moreuil, Enrico d'Arraines, Ugo di Chaumont, Giovanni di Villers, Pietro Bromont e i fratelli Gualtiero e Ugo di Saint-Denis, accompagnati dai loro rispettivi seguiti.
Verso la fine di marzo del 1203, Baldovino inviò l'ordine ai suoi uomini, ancora fermi a Marsiglia, di salpare e incontrarsi con la flotta veneziana al largo di Modone. I messaggeri portarono anche la notizia della decisione di deviare verso Costantinopoli prima di proseguire per la Terra Santa; di conseguenza, i comandanti fiamminghi potrebbero aver deciso di ignorare l'ordine e di dirigersi direttamente verso Acri. È possibile che inizialmente avessero pianificato di incontrare la flotta veneziana, ma non trovandola a Modone (dove la flotta veneziana arrivò solo a maggio), proseguirono autonomamente verso Acri, dove giunsero il 25 aprile 1203, prima di Martino di Paris. Prima di raggiungere Acri, tuttavia, almeno una parte della flotta si fermò a Cipro, dove Teodorico di Fiandra rivendicò l'isola a nome di sua moglie, figlia di Isacco Comneno, vecchio re di Cipro. Tuttavia, re Amalrico I di Cipro ordinò a Teodorico di lasciare l'isola, e la flotta proseguì verso il Regno di Armenia, patria della suocera di Teodorico.
Ad Acri, i crociati fiamminghi affrontarono le stesse difficoltà di Renardo di Dampierre, poiché re Amalrico I non era disposto a rompere la tregua solo per il desiderio di un piccolo contingente. Di conseguenza, i crociati si divisero: alcuni entrarono al servizio del Principato di Antiochia, altri della Contea di Tripoli. Bernardo di Moreuil e Giovanni di Villers si unirono a Renardo di Dampierre e furono catturati con lui. Giovanni di Nesle, invece, si unì alla causa dell'Armenia, ritrovandosi così a combattere contro alcuni dei suoi ex compagni, poiché l'Armenia era in guerra con Antiochia. La tregua fu comunque rotta prima del 5 novembre 1203, quando i musulmani sequestrarono due navi cristiane; in risposta, i cristiani catturarono sei navi musulmane. Infine, i crociati fiamminghi tornarono nel Regno di Gerusalemme per combattere.
L'8 novembre, Martino di Pairis e Corrado di Swartzenberg furono inviati presso l'esercito principale, che in quel momento stava assediando Costantinopoli, per convincerlo a proseguire verso la Terra Santa, ora che la tregua era stata definitivamente rotta. Tuttavia, raggiunsero il corpo di spedizione principale solo il 1º gennaio 1204, mentre era impegnato in pesanti combattimenti, e la loro missione non ebbe successo.

## Conseguenze

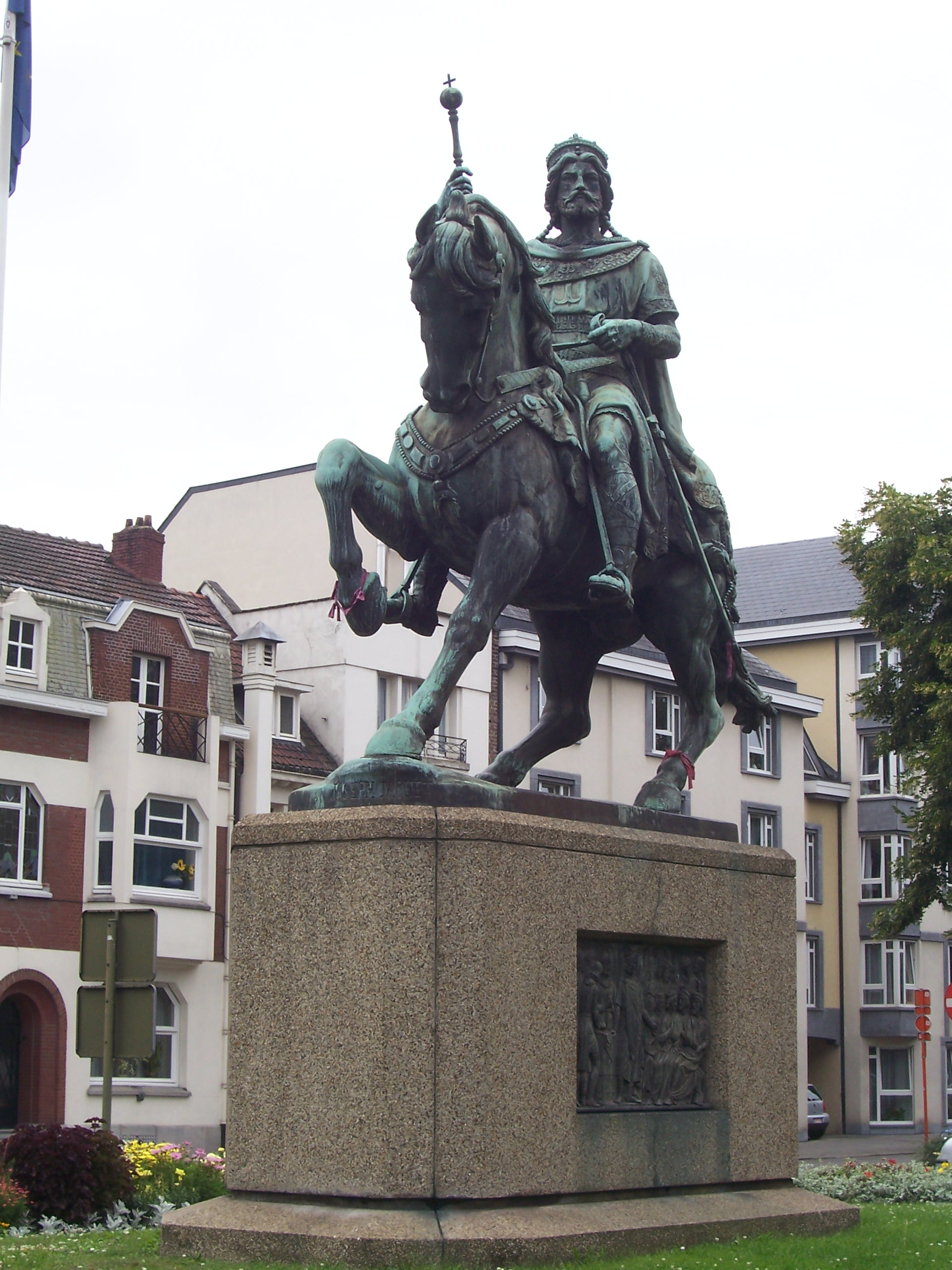
Monumento dedicato a Baldovino I di Costantinopoli a Mons in Hainaut

Alla notizia del sacco di Costantinopoli, papa Innocenzo III inorridì, e scrisse lettere ai crociati deplorando le loro azioni, ma ciò non cambiò la situazione. La crociata da lui predicata e indetta si era tramutata in una guerra tra stati cristiani peggiorando, contrariamente a quanto auspicato dallo stesso pontefice, i rapporti fra la Chiesa ortodossa e quella cattolica di Roma, già formalmente separate dal Grande Scisma del 1054; separazione che permane tuttora nonostante alcuni tentativi di riconciliazione.
Secondo quanto previsto dall'accordo Partitio terrarum imperii Romaniae sottoscritto dopo il sacco, parte del territorio bizantino andò a Venezia. Per ampliare la propria potenza marittima la Serenissima reclamò e ottenne la costa occidentale della Grecia, tutto il Peloponneso (Morea), Nasso, Andro, Eubea (oggi Negroponte), Gallipoli, Adrianopoli e i porti della Tracia sul Mar di Marmara. Da allora il Doge assunse il titolo di “Dominus quartae partis et dimidiae totius Imperii Romaniae”, cioè Signore di un quarto e mezzo dell'Impero Romano d'Oriente. I veneziani pretesero anche tre ottavi della città di Costantinopoli e occuparono il quartiere dove è oggi ubicata l'Hagia Sophia, ex basilica di Santa Sofia.
L'impero bizantino si trovò smembrato in tre nuove entità politiche sorrette dagli esuli: l'Impero di Nicea, il Despotato di Epiro e l'Impero di Trebisonda, mentre a Costantinopoli venne fondato il cattolico impero latino guidato da Baldovino I. Nei territori controllati dagli occidentali si instaurò un sistema di tipo feudale, con a capo nobili francesi e italiani, che segnò il periodo noto come "Francocrazia".
Tale situazione durò fino al 1261 quando l'imperatore di Nicea, Michele VIII Paleologo, riuscì a riprendere Costantinopoli sconfiggendo i latini ripristinando l'impero bizantino. Tuttavia l'impero si trovava in forte decadenza e la sua capitale, da anni considerata un bastione del cristianesimo a difesa dell'Europa dall'avanzata delle forze musulmane, aveva ricevuto un colpo irreparabile dal sacco conseguente alla quarta crociata. Così, la nuova dinastia imperiale dei Paleologi nulla poté fare nei decenni successivi per contrastare efficacemente le continue pressioni degli ottomani che, nel 1453, conquisteranno Costantinopoli ponendo fine a quello che fu l'Impero Romano d'Oriente 1058 anni dopo la sua fondazione.

## Reazioni
Gli eventi legati alla quarta crociata suscitarono forti reazioni che si protrassero nel tempo. Diversi eminenti crociati, tra cui Enguerrand III, Simone IV di Montfort e Guido di Vaux-de-Cernay, contestarono la scelta di attaccare Zara e Costantinopoli, rifiutando di prendervi parte e abbandonando la spedizione. Il bizantinista Jonathan Harris scrisse che, quando fu presa la decisione di dirottare verso Costantinopoli «[u]na parte considerevole [di crociati], lasciò l'esercito e si diresse verso la Terra Santa. Coloro che rimasero accettarono solo con riluttanza la diversione quando furono sottoposti a un misto di ricatto finanziario ed emotivo. Già allora molti esitarono prima dell'attacco finale dell'aprile 1204, e nutrirono seri dubbi sulla legittimità di attaccare in questo modo una città cristiana».
Il monaco e poeta Guiot de Provins scrisse un'opera satirica in risposta alla crociata accusando il papato di avarizia. Un po' più tardi, Guilhem Figueira scrisse un sirventes dove ripeté queste accuse, affermando che l'avidità fosse il fattore principale dietro la crociata. Egli dichiarò:
Nel 1954 l'eminente medievalista Sir Steven Runciman affermò che «non c'è mai stato un crimine contro l'umanità più grande della quarta crociata». Lo storico Martin Arbagi osservò invece che «la deviazione della Quarta Crociata nel 1204 fu una delle più grandi atrocità della storia medievale, e Papa Innocenzo III attribuì la maggior parte della colpa a Venezia».
Ottocento anni dopo la quarta crociata, Papa Giovanni Paolo II espresse due volte dolore per tali eventi. Nel 2001 scrisse a Cristodulo, arcivescovo di Atene: «È tragico che gli assalitori, che volevano garantire il libero accesso ai cristiani in Terra Santa, si siano rivoltati contro i loro fratelli nella fede. Il fatto che fossero cristiani latini riempie i cattolici di un profondo rammarico». Nel 2004, mentre Bartolomeo I, patriarca di Costantinopoli, si trovava in visita in Vaticano, Giovanni Paolo II si chiese: «Come non condividere, a distanza di otto secoli, il dolore e il disgusto». Ciò è stato considerato come scuse verso la Chiesa greco-ortodossa per i massacri perpetrati durante la quarta crociata.
Nell'aprile 2004, in un discorso in occasione dell'800º anniversario della presa della città, il Patriarca ecumenico Bartolomeo I accettò formalmente le scuse. «Lo spirito di riconciliazione è più forte dell'odio», ha detto durante una liturgia alla quale ha partecipato l'arcivescovo cattolico romano Philippe Barbarin di Lione. «Riceviamo con gratitudine e rispetto il vostro gesto cordiale per i tragici eventi della Quarta Crociata. È un dato di fatto che qui in città fu commesso un crimine 800 anni fa». Bartolomeo ha detto che la sua accettazione è avvenuta nello spirito della Pasqua. «Lo spirito di riconciliazione della risurrezione [...] ci incita alla riconciliazione delle nostre Chiese».

## Fonti storiografiche

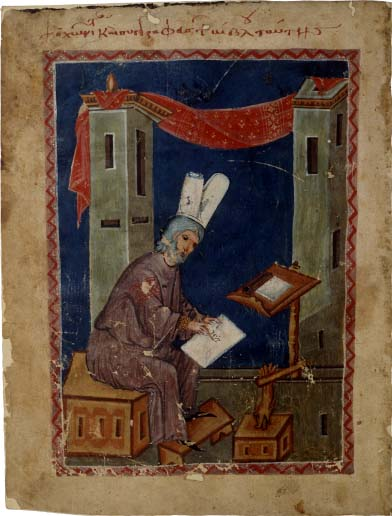
Lo storico bizantino Niceta Coniate

Le principali fonti storiografiche grazie alle quali è stato possibile ricostruire la pianificazione e lo svolgimento della quarta crociata sono tre cronache scritte dai protagonisti di questi eventi. La più importante è sicuramente la Histoire de la conquête de Constantinople di Goffredo di Villehardouin, siniscalco della Champagne, che oltre ad aver partecipato alla spedizione è stato anche uno degli artefici delle trattative iniziali e quindi fu un prezioso testimone di tutte le fasi della crociata. Della cronaca di Villehardouin è stato comunque osservato di come l'autore probabilmente abbia evitato di riportare alcuni aspetti giudicati non positivi per la causa crociata. Anche il cavaliere Roberto de Clari lasciò una cronaca, sia pur sostanzialmente descrittiva e priva di considerazioni e di dettagli. Lo storico bizantino Niceta Coniata fu testimone oculare dei gravi disordini che avvennero con la presa crociata di Costantinopoli, raccontandola nei suoi scritti senza però poter avere una visione di insieme e certamente egli stesso influenzato dall'odio verso gli invasori occidentali. Egli descrisse inoltre anche i primi momenti di esistenza dell'Impero latino fino al 1206. Anche il metropolita di Efeso, Nicola Mesarite, assistente personalmente agli eventi e li analizzò nel corso di un'orazione funebre dedicata al fratello Giovanni. Una breve cronaca anonima, nota come Devastatio Constantinopolitana, copre il periodo che va dalla predicazione di Pietro Capuano nel 1198 al 16 maggio 1204, poco dopo il sacco di Costantinopoli.
Un'altra fonte molto importante sono gli atti di papa Innocenzo III e la sua numerosa corrispondenza che intrattenne con i capi crociati al fine di cercare di mantenere il controllo sulla spedizione che gli sembrò spesso non aver appieno. Poco o nulla abbiamo di provenienza veneziana, gli storici della Serenissima «per caso o per intenzione coprirono ogni traccia non lasciando nulla di scritto, e i cronisti posteriori videro assai più gloria che non vituperio nelle imprese del grande doge Dandolo».

## Analisi storica
Se le fonti occidentali del tempo non dedicano assai spazio alla ricerca delle responsabilità riguardo al fallimento della crociata, queste sono state invece oggetto di numerosi studi e dibattiti nella storiografia moderna. Tuttavia, tra gli storici che hanno affrontato l'argomento non vi è unanimità di interpretazioni. Alcuni ritengono che la deviazione dall'obbiettivo iniziale fu il frutto di eventi imprevisti e errori che non sarebbero potuti essere governati né dal papa né dai capi crociati. Altri invece hanno attribuito la causa all'avidità e al desiderio di profitto degli occidentali e, in particolare, del doge Enrico Dandolo, della cui personalità e della cui capacità di prendere decisioni impegnative si è già detto. Altri ancora hanno attribuito al papa il grosso delle responsabilità, sebbene non vi siano prove concrete a sostegno di ciò. Interessante resta il giudizio di Georgij Ostrogorskij a proposito dei fattori che scatenarono il conflitto:
(Georgij Ostrogorskij, Storia dell'impero bizantino, pp. 372-373)